# Kuća pukovnika Svetozara Hadžića
Kuća pukovnika Svetozara Hadžića u Nišu, građena je 1882. godine, kao jedna od najstarijih zdanja na Trgu Kralja Milana, predstavlja spomenik kulture kao spomeničko zaštićene celine.
Pukovnik Svetozar Hadžić prvi je komandant Niša posle oslobođenja od Turaka. Učesnik je srpsko-turskih oslobodilačkih ratova 1876. i 1877-1878. godine. U prvom ratu, bio je kapetan, a u drugom se istakao u bici na Nišoru kod Pirota, kada je sa činom potpukovnika komandovao Kragujevačkom brigadom. Istakao se i u borbama za oslobođenje Niša početkom januara 1878. godine. 

## Lokacija
Spratni objekat smešten ka uglu ulice Vožda Karađorđa i Trga Kralja Milana, prva je zgrada u "evropskom" stilu na Trgu. Izgrađena je bila već 15. jula 1882. godine, jer se pod tim datumom u Izveštaju blagajnika rerulacionor fonda Niša navodi ime Svetozara Hadžića da, pošto je novoizgrađenom kućom zauzeo 14 metara regulacionog prostora, mora isplatiti "zauzeto zemljište u Pokrivenoj čaršiji". 
Kuća je od 17. novembra 1893. godine, kada je u niškom listu "Sloboda" objavljen oglas da se u zgradi pukovnika Svetozara Hadžića, u Leskovačkoj 2, izdaje "stan sa četiri sobe, suterenom, podrumom, zasebnom kujnom, šupom za drva i štalom", bila u vlasništvu trgovca Đoke S. Nešića, koji je oglas i objavio. Objekat je građen u duhu evropske arhitekture, sa erkernim kuobetom na uglu, balkonom ka Trgu oslobođenja i plitkom dekoracijom u potkrovlju. U prizemlju je dućan, a na spratu stambeni prostor.

## Gostionica "Balkan"
U prizemlju zgrade, koja je u duhu tadašnjih graditeljskih stremelja imala neizbežni erker sa šiljatim kubetom, početkom ovog veka, otvorena je gostionica "Balkan". Kada je 1914/1915. godine Niš bio druga prestonica, jedan od njenih redovnih gostiju bio je Frano Supilo, hrvatski političar i novinar, urednik riječkog "Novog lista", član Jugoslovenskog odbora.
Supilo je u Niš prvi put došao 11. februara 1915. godine želeći da sa predstavnicima vlade i Nikolom Pašićem razgovara o jugoslovenskom ujedinjenju i uređenju buduće države. 
Između dva svetska rata pominje se u ovoj kući, kraće vreme, "Građanska kasina". Danas ovaj objekat predstavlja poznatu prodavnicu brze hrane ,,McDonald's”.